# Maria Peszek
Maria Teresa Peszek (Breslavia, 9 settembre 1973) è una cantante e attrice polacca.

## Biografia
Nata in una famiglia di attori, Maria Peszek è apparsa in molte produzioni teatrali e televisive da bambina e da adolescente. Nel 2005 ha avviato la sua carriera musicale con l'album di debutto Miasto mania ed ha funto da accompagnamento musicale alla rappresentazione teatrale omonima che è debuttata lo stesso giorno della pubblicazione del disco. I testi prendono ispirazione dalla città di Varsavia. L'album è stato certificato disco di platino dalla Związek Producentów Audio-Video per aver venduto più di 30 000 copie a livello nazionale e ha fruttato alla cantante un premio Frederyk come Migliore artista emergente.
Il secondo album Maria Awaria, incentrato sulla tematica della sessualità umana, è uscito nel 2008 e ha suscitato critiche fra i conservatori di destra polacchi. È stato comunque un successo commerciale, raggiungendo il 1º posto in classifica e ottenendo due dischi di platino con oltre 60 000 copie vendute.
Prima dell'uscita del terzo album, la cantante ha sofferto di un esaurimento mentale, che si è riflesso nei suoi testi. Jezus Maria Peszek è uscito nel 2012, creando scalpore per via degli argomenti di cui tratta: critiche alla religione, al patriottismo e alle norme sociali. Anch'esso è stato un successo commerciale: è diventato il secondo album numero uno della cantante e le ha fruttato il suo quarto disco di platino.
Karabin, il quarto album di Maria Peszek, è uscito nel 2016 e ha anch'esso ricevuto un disco di platino con più di 20 000 copie vendute. I suoi testi trattano di temi come l'odio, l'invidualismo e la libertà. Per promuovere il disco, la cantante ha intrapreso una tournée che ha toccato, oltre alla Polonia, anche Irlanda, Regno Unito e Repubblica Ceca.

## Discografia

### Album in studio
- 2005 – Miasto mania
- 2008 – Maria Awaria
- 2012 – Jezus Maria Peszek
- 2016 – Karabin
- 2021 – Ave Maria

### Album dal vivo
- 2010 – Najmniejszy koncert świata
- 2014 – Jezus Is Alive

### EP
- 2006 – Mania siku

### DVD
- 2010 – Najmniejszy koncert świata

### Singoli
- 2005 – Moje miasto
- 2006 – Nie mam czasu na seks
- 2006 – Miły mój
- 2007 – W deszczu maleńkich żółtych kwiatów (con i Myslovitz)
- 2007 – Hemoglobina (con L.U.C. e Rahim)
- 2008 – Ciało
- 2008 – Rosół
- 2009 – Muchomory
- 2011 – Znajdziesz mnie znowu
- 2012 – Padam
- 2012 – Ludzie psy
- 2013 – Sorry Polsko
- 2013 – Pan nie jest moim pasterzem
- 2014 – Wyścigówka
- 2016 – Polska A B C i D
- 2016 – Modern Holocaust
- 2016 – Samotny tata
- 2016 – Ej Maria
- 2017 – Ophelia
- 2019 – Całkiem nowy człowiek
- 2021 – Virunga
- 2021 – Ave Maria
- 2021 – J*bię to wszystko